# Trifluorecetsav-anhidrid
A trifluorecetsav-anhidrid egy szerves vegyület, a trifluorecetsav savanhidridje. Az ecetsav-anhidrid perfluorozott származékának is tekinthető. A legtöbb anhidridhez hasonlóan a megfelelő trifluoracetil-csoport molekulákba való beépítésére használják szerves szintézisekben. A trifluorecetsav szárításához a trifluorecetsav-anhidrid az ajánlott szárítószer.

## Előállítása
A trifluorecetsav-anhidrid előállítható trifluorecetsav feleslegben adagolt α-halogénezett savkloridokkal való dehidratálásával. Erre alkalmas például a 2,2-diklóracetil-klorid:
2 CF3COOH + Cl2CHCOCl → (CF3CO)2O + Cl2CHCOOH + HCl

## Fordítás
Ez a szócikk részben vagy egészben  a   Trifluoroacetic anhydride című angol Wikipédia-szócikk ezen változatának fordításán alapul.  Az eredeti cikk szerkesztőit annak laptörténete sorolja fel. Ez a jelzés csupán a megfogalmazás eredetét és a szerzői jogokat jelzi, nem szolgál a cikkben szereplő információk forrásmegjelöléseként.